# Cyriopalus
Cyriopalus is een kevergeslacht uit de familie van de boktorren (Cerambycidae). De wetenschappelijke naam van het geslacht werd voor het eerst geldig gepubliceerd in 1866 door Pascoe.

## Soorten
Cyriopalus omvat de volgende soorten:
- Cyriopalus befui  Vitali, Gouverneur & Chemin, 2017
- Cyriopalus hefferni Holzschuh, 2007
- Cyriopalus javanus  Vitali, Gouverneur & Chemin, 2017
- Cyriopalus kalimantanus  Vitali, Gouverneur & Chemin, 2017
- Cyriopalus pascoei Thomson, 1878
- Cyriopalus wallacei Pascoe, 1866